# Éliás Tibor
Éliás Tibor (Budapest, 1953. május 18. –) magyar operaénekes (tenor), előadóművész, kiadóalapító.

## Életút
Gencsy Sárinál tanult énekelni, majd hivatásos előadóművészi vizsgát tett. 1987-ben a kecskeméti Katona József Színházban Lehár Luxemburg grófja címszerepében debütált. 1991-ig a debreceni Csokonai Színház magánénekese.

## Szerepei
- Hunyadi László címszerep
- Donizetti: Lammermoori Lucia – Ravenswood Edgar
- ifj. Johann Strauss: A cigánybáró – Barinkay Sándor

A magyarnóta és az operett megbecsültségének elősegítése érdekében több díjat alapított. Tulajdona a Musica Hungarica Művészeti Kiadó, amely számos jelentős CD-felvételt készített, hézagpótló magyarnóta- és operettfelvételeken túl Erkel Ferenc három teljes operáját is megjelentette: Erkel: István a király, Bátori Mária, Brankovics György - 7 nyelvű szövegkönyvvel, de ezekben a saját kiadású operákban nem énekelt.

## Könyve
- Mézeskönyv - Apiterápia a gyakorlatban. Kézikönyv az egészséges, hosszú élethez A méhkaptár termékeinek részletes ismertetése, egészségre gyakorolt hatásaira... Érdekes, hasznos, "izgalmas szakkönyv" mindenki számára. Éliás Tibor, mint természetgyógyász, az Apiterápia nagy szakértője (Apiterápia - a méhészeti termékekkel történő tudomány nemzetközi gyűjtőneve); Classica Hungarica, Bp., 2007.

Rejtély - Kovács Erzsi című érdekes, olvasmányos, életrajzi könyvet írt a hányatott sorsú, de nagyszerű énekesnőről és korának művészvilágáról, a híres focistával élt életükről, "mesterségesen" összetört életükről... Érdekes, hogy a könyvön nincs feltüntetve az író,- a szerző neve, csak a szerkesztőé (lektor), Csemer Gézáé, hiszen a művésznő ragaszkodott ahhoz, hogy a könyv végén külön fejezetben méltassa jó barátja, kollégája és slágerdalai egy részének szerzője őszinte dicséretét... A jóbarát, az író Éliás pedig azt mondta a művésznőnek, hogy "Vagy kiírjuk, hogy én írtam a könyvet, vagy a végén marad az általad javasolt kis méltatás, amit Te írtál rólam... túlzás lenne ez is és az is..." Kovács Erzsi ragaszkodott hosszú évtizedes barátja nyilvános elismeréséhez, köszönetéhez, - Éliás pedig lemondott az írói elismerésről... Éliás Tibor írta Kovács Erzsinek többek között a Sláger az életem, a Kerestem a boldogságot, a Lágyan dalol a szél... és a neve napjára írt Erzsike című dalokat is... Erzsike, sajnos már nem énekelhette el a neki írt két új dalt, például a Maradj velem... és - pedig szerette és kérte is a bossa nova stílust... így későn született meg Éliás Tibor "neki" írt utolsó dala, a Csalódni kell... című, amit még Erzsikének írt. Nyugodj békében!
Éliás Tibor közel 100 dalt írt, kb 80 hanglemezt adott ki AZ 1989-ben maga alapított Musica Hungarica - A magyar zene kiadója címmel - minden kiadványát igényes kivitelben. 
Éliás Tibor 5 évig volt a Trianon társaság elnökhelyettese, ekkor írta a Trianon Himnusza - Szent hazám című szerzeményét 2019 óta a Magyarnóta szerzők és énekesek országos egyesületének elnöke. Éliás Tibor nem unatkozott élete során, - többek között 1980-tól 2009-ig tulajdonosa volt a szentendrei, világhírű, Kelet-Európa első magán kávéházának, a Duna-menti szentendrei Nosztalgia kávéháznak, ahová "sikk" volt betérni egy különlegességre, a hazánkba érkező hírességeket ide hozták gyönyörködni a gyönyörűen létrehozott - dalmát hangulatú emeletes házba, ahol az udvaron a kerthelyiségben a kávé-, ital és süteménykülönlegességek mellett, esténként itt működött a háború utáni első "magánszínház", a Miniatűr színpad. A kor sztárművészei léptek itt fel. Hatalmas siker volt G. B. Shaw Kedves hazug c. kétfelvonásos színdarabja Tolnay Klári és Mensáros László előadásában, majd Karinthy Ferenc Dunakanyar című darabját mutatták be, 1980-ban Ruttkai Éva és Sztankay István előadásában. Mivel Éliás Tibor gyermekkora óta gyűjtötte a vendéglátás ereklyéit, az épület emeletén létrehozta a Dobos Édesség- és Kávétörténeti Múzeumot közel tízezer relikviával, - köztük a Dobostorta eredeti, Dobos C. József által írt receptúrával és több évszázados nagy gasztronómiai könyveivel együtt amit maga gyűjtött. Sajnos, 2009-ben egy vízbetörés miatt "elpusztult", így a Házat 30 év működés után be kellett zárni, így az épületet eladta. (Az új tulajdonos mostanság igyekszik felújítva újra megnyitni. A múzeum anyaga "ideiglenesen" ott maradt s közben a múzeum anyagát közben ellopták!) 
Éliás Tibor nagyon sok dalt írt zenét, szöveget, melyből többet maga is énekel. Ezen tevékenységének elismeréseként 2019-ben Artisjus-díjat kapott.

## Saját lemezei
- Pest-Budai mulatós kuplék, vidám dalok 1990-ben.
- Nápolyi dalok - Szorentói emlékek... Baranyi Ferenc fordította a dalokat eredeti, nápolyi nyelvezetből
- Férfikönnyek - Tibor saját szerzeményei 2006.
- Ne búsulj pajtás---! - saját új szerzemények, énekelnek: Éliás Tibor, Gránát Zsuzsa, Egri József, Bor-Fejérváry Peti, kísér a Rajkó és a Kuti Róbert zenekara.